# Сирний суп

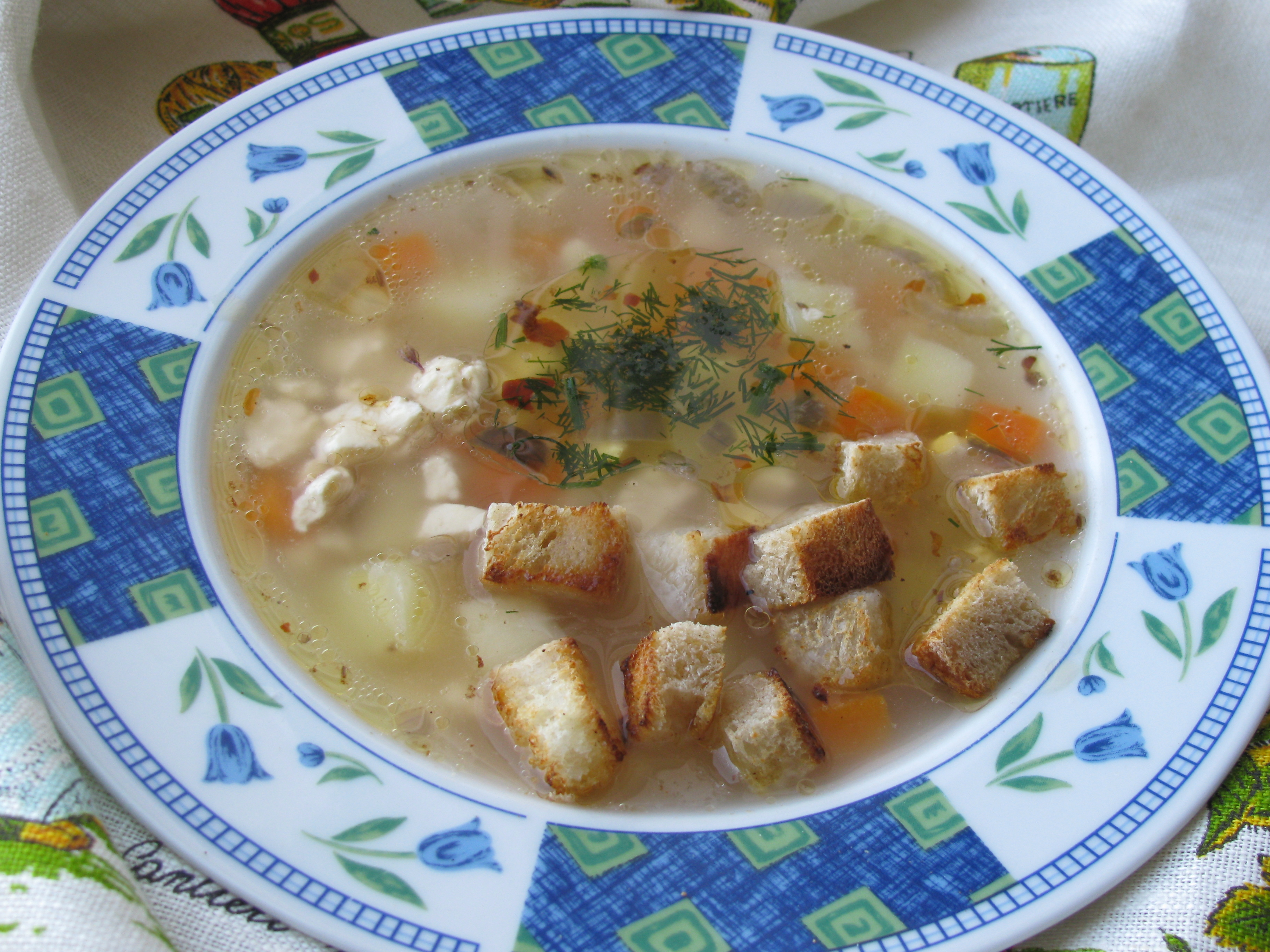
Суп з бринзою та житніми сухариками

Си́рний суп — страва, неодмінним складником якої є сир (топлений, м'який чи твердий сичужний).
Готують суп на м'ясному чи овочевому бульйоні з додаванням сметани, вершків, молока сухариків, прянощів.

## Загальна інформація
Сирний суп є частиною різноманітних кухонь світу, таких як американська, колумбійська, французька, мексиканська, швейцарська і тибетська. Mote de queso — традиційна страва із сирного супа в регіоні Кордова, Колумбія. По-іспанськи «сирний суп» перекладається як «sopa de queso», і під цією назвою існує опублікований мексиканський рецепт з 1893 року для цієї страви. В Швейцарії сирний суп називають Kassuppe, і це фірмова страва в центральній Швейцарії. Чуру — це тибетський сирний суп, приготований із тибетського сиру Чуру.

## Галерея

Сирні супи
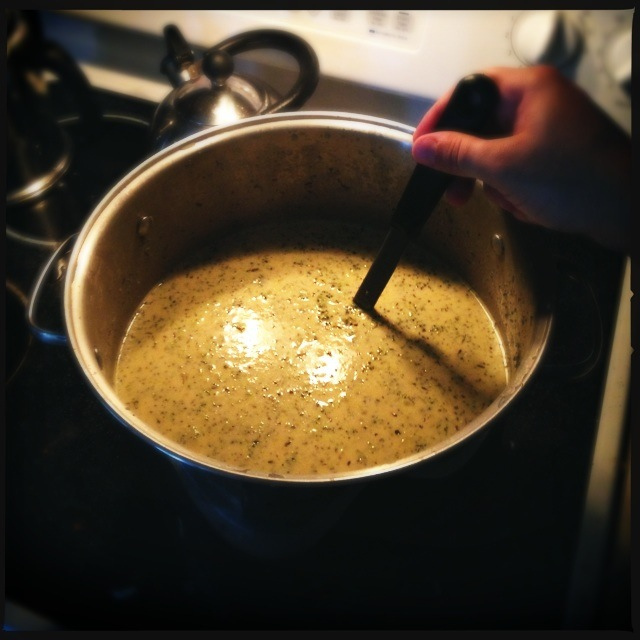
Домашній сирний суп із броколі
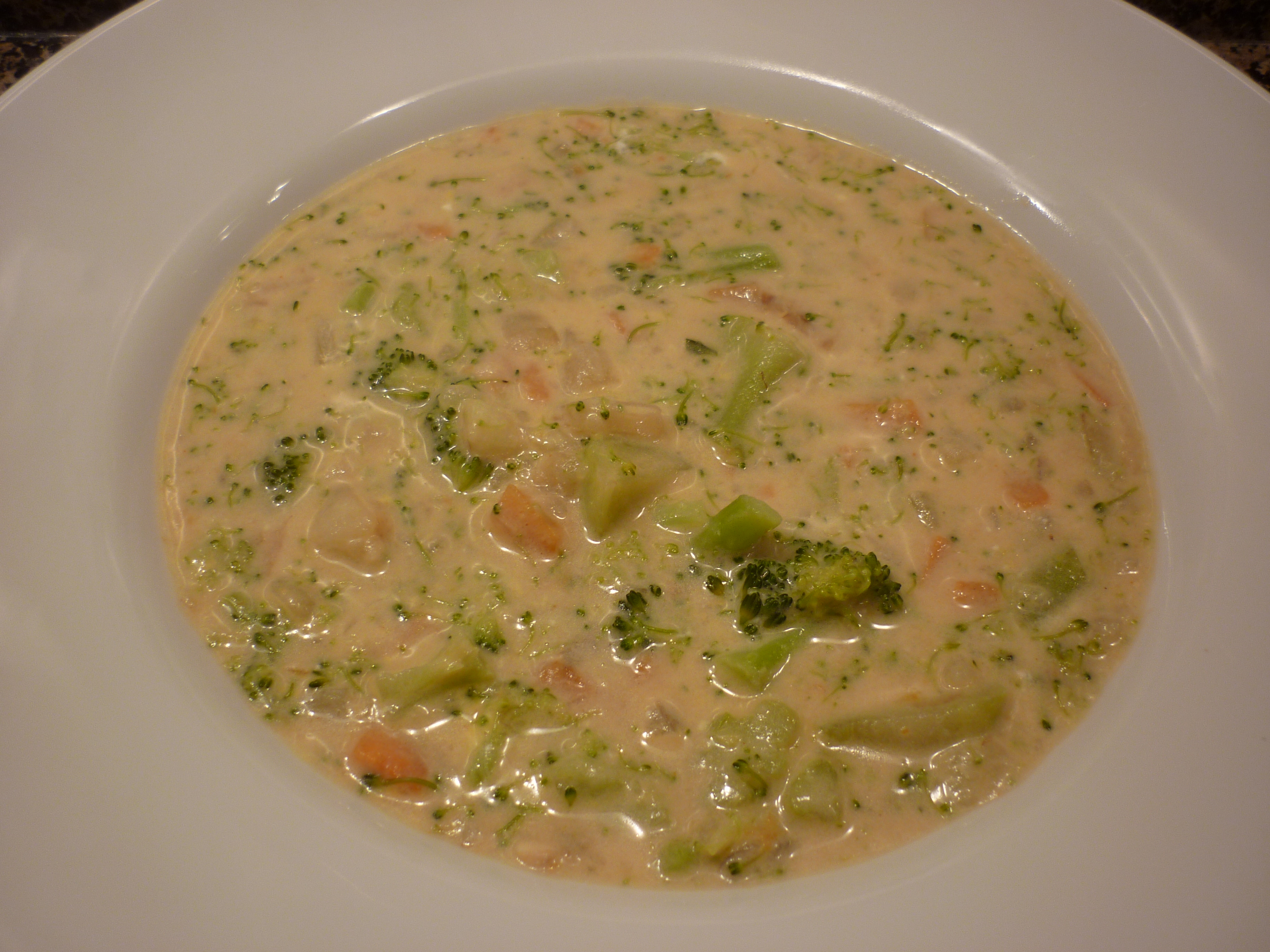
Чаудер із сиром і броколі
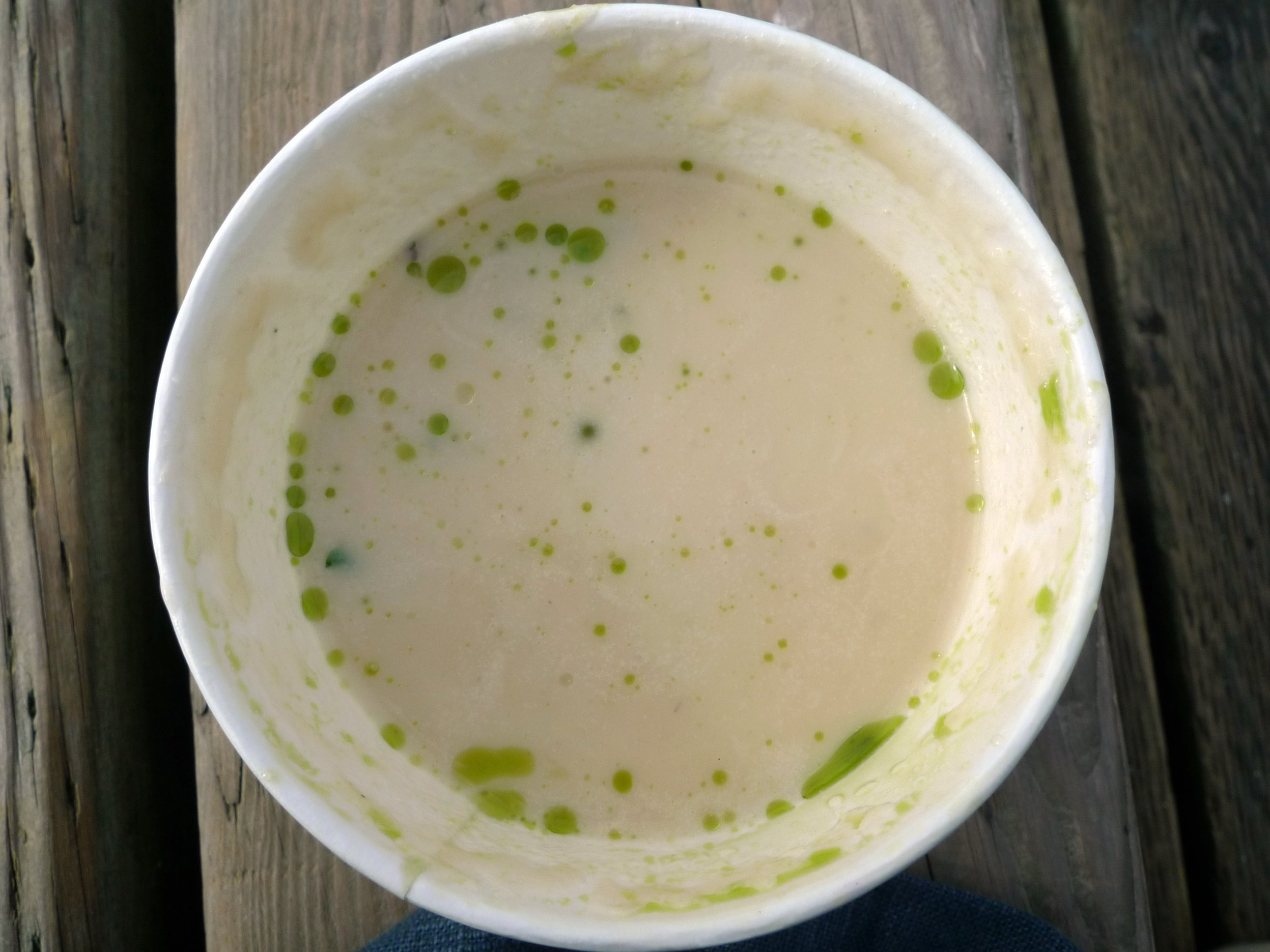
Сирний суп із цвітної капусти, приготований з блакитним сиром, заправлений оливковою олією
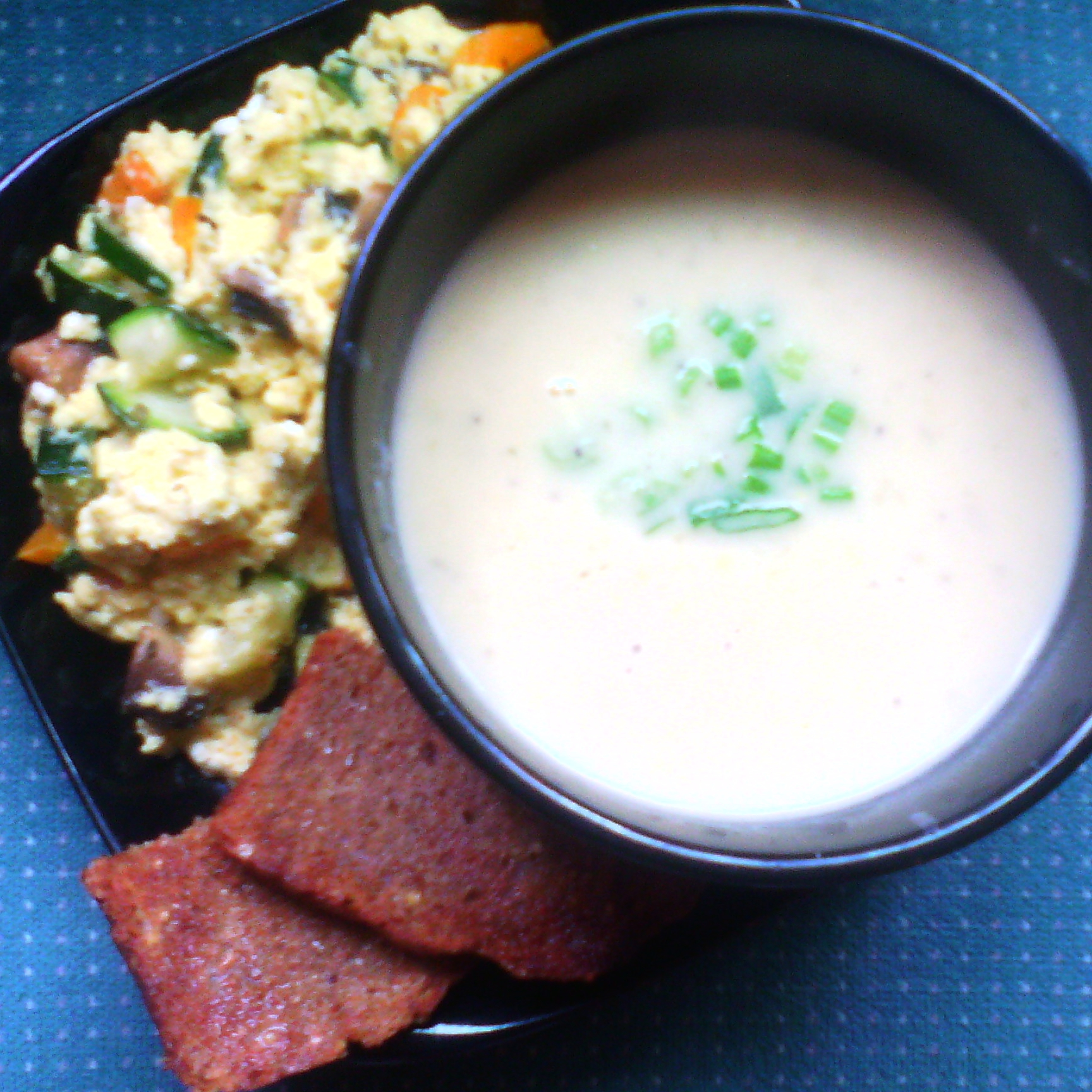
Сирний суп із білим чеддаром
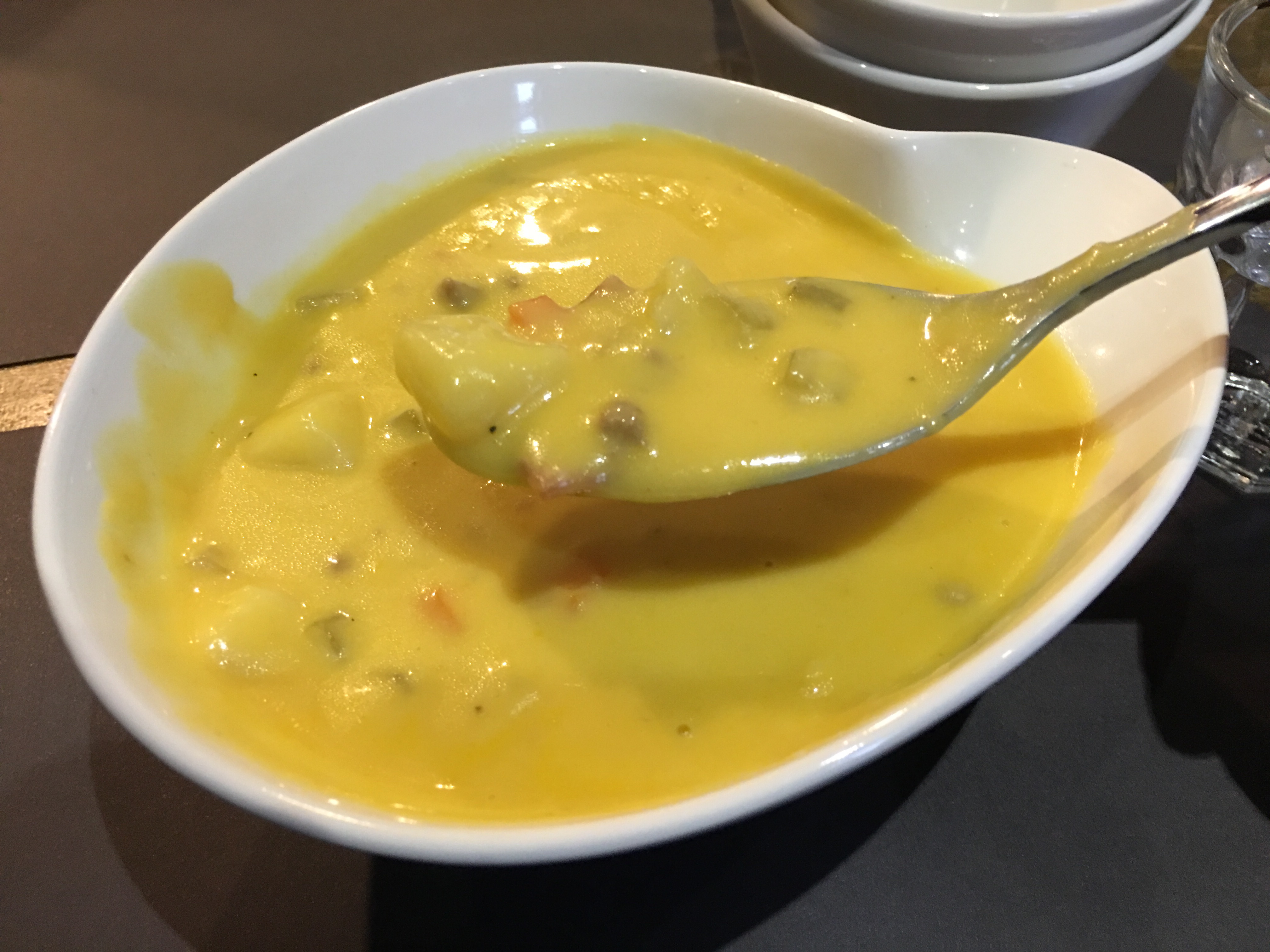
Чизбургерний суп в ресторані
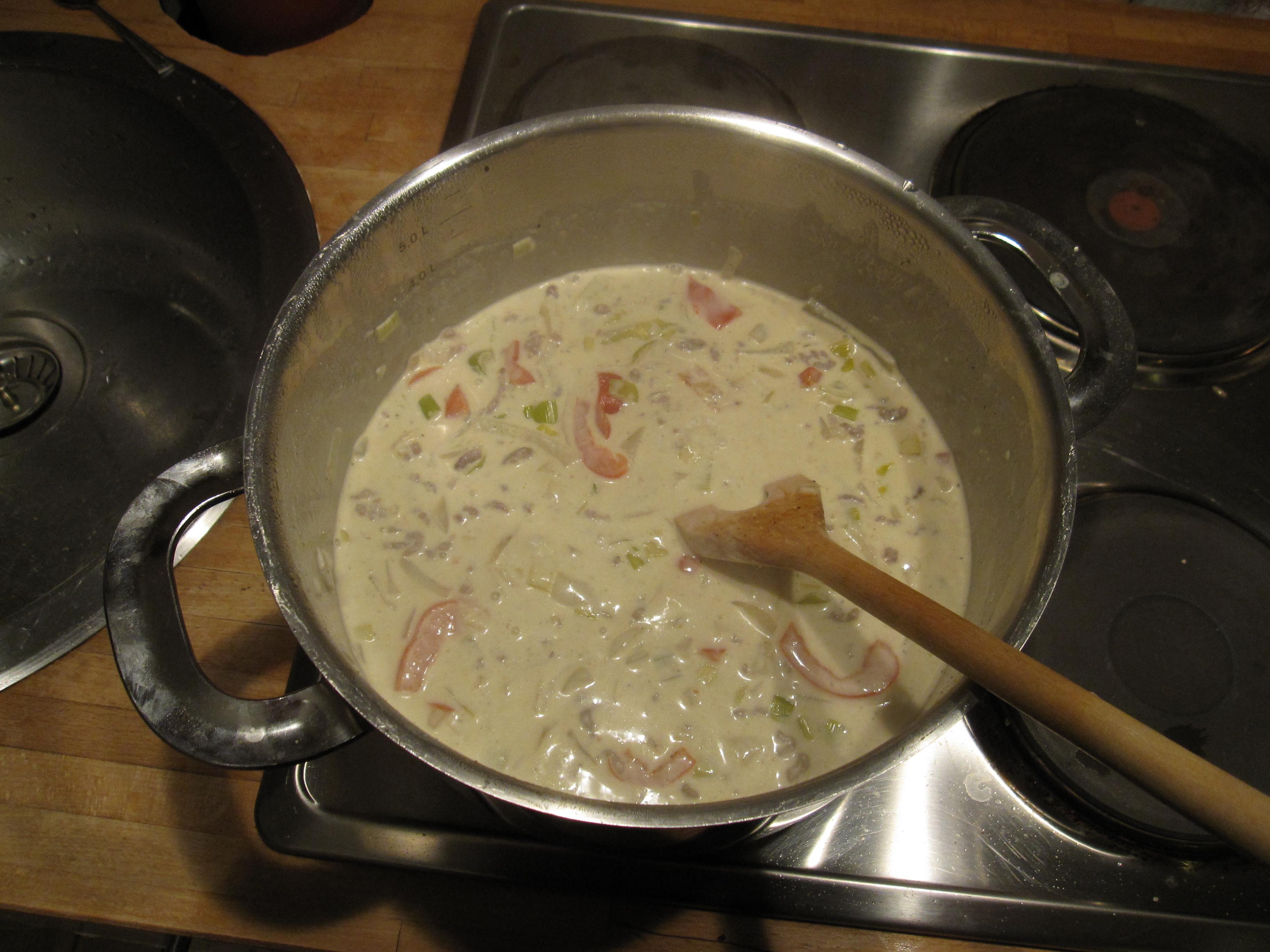
Сметановий суп
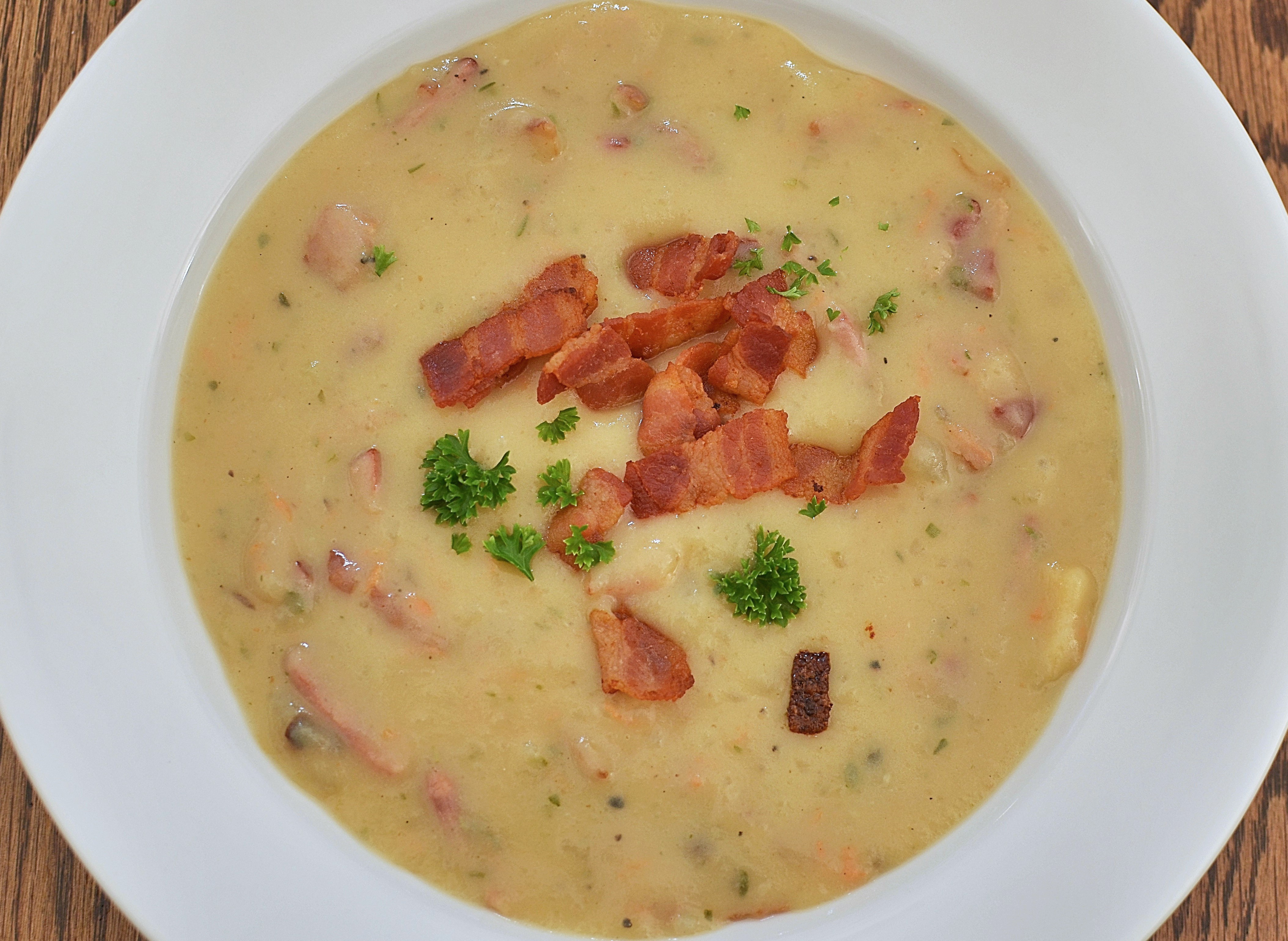
Пармезаново-картопляний суп з беконом
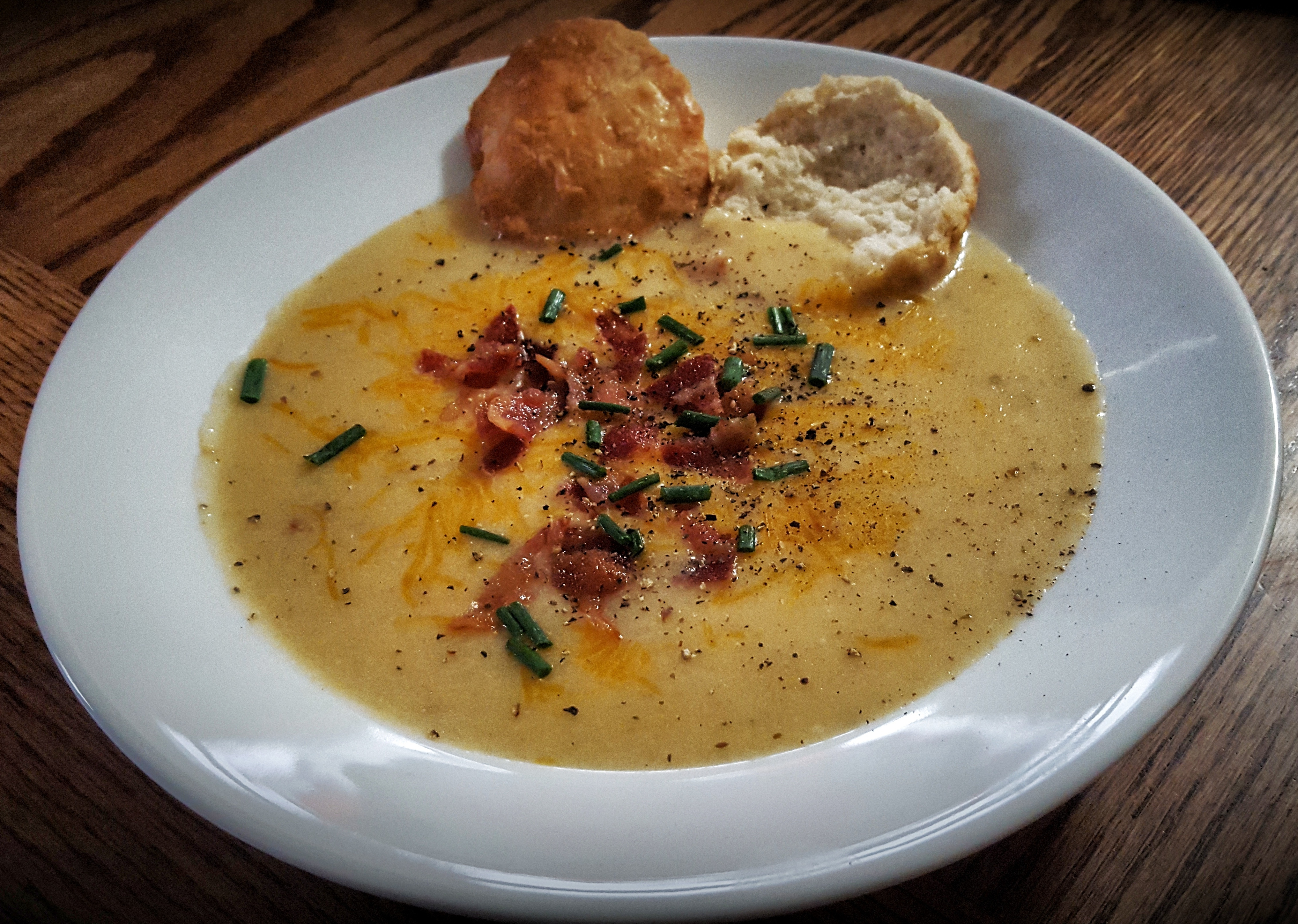
Помідорно-сирний суп
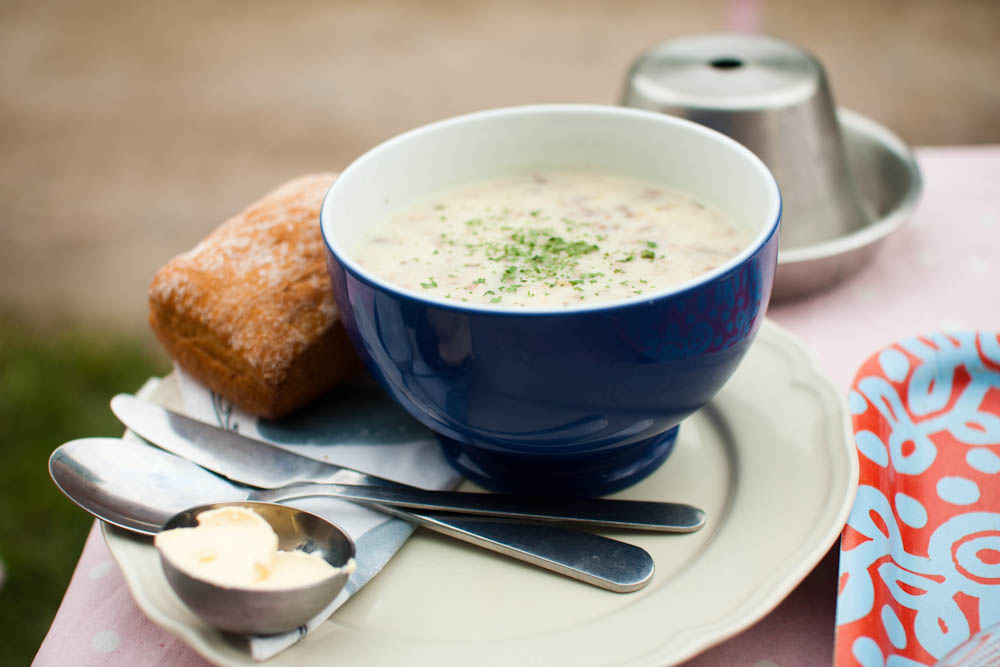
Сирний суп із сиром реіндер